# Алексеев, Михаил Егорович
Михаи́л Его́рович Алексе́ев (24 октября 1949, Мытищи — 23 мая 2014, Уфа) — советский и российский лингвист, кавказовед, специалист по типологии и сравнительно-исторической грамматике дагестанских языков. Профессор, доктор филологических наук, более десяти лет был заместителем директора Института языкознания РАН, заведовал Отделом кавказских языков Института.

## Биография
Окончил Отделение структурной и прикладной лингвистики филологического факультета МГУ. В студенческие годы неоднократно принимал участие в лингвистических экспедициях ОСиПЛа: по изучению арчинского (1968, 1971) и хиналугского языка (1970, 1971) на Кавказе, шугнанского языка (1969) на Памире. В 1972 году защитил диплом на тему «Значения основных падежей в арчинском и аварском языках» под руководством А. Е. Кибрика; в дипломе были использованы материалы полевой работы в Дагестане.
В 1972—1975 гг. учился в аспирантуре Института языкознания АН СССР, в декабре 1975 года защитил кандидатскую диссертацию «Проблема аффективной конструкции предложения» под руководством Г. А. Климова. С 1975 года — младший, затем старший, ведущий научный сотрудник Отдела кавказских языков Института языкознания РАН. В 1970-е и последующие годы продолжал изучение языков Дагестана (рутульского, крызского, будухского, цезского и др.) в ходе полевой работы. Собранные в экспедициях данные были использованы в типологической характеристике нахско-дагестанских языков (в частности, в монографии «Типология кавказских языков») и в создании сравнительно-исторической грамматики лезгинских языков, а также послужили материалом для многих лингвистических задач.
Докторскую диссертацию «Сравнительно-историческая грамматика лезгинских языков» защитил в Институте языкознания в 1988 году. Некоторое время работал главным научным сотрудником Института национальных проблем образования Министерства образования РФ (1991—1995), заведовал Отделом региональных языков и языков меньшинств Института языков народов России Миннаца РФ (1993—1997). В 2001 году избран заместителем директора Института языкознания РАН по научной работе, с 2003 года заведовал также Отделом кавказских языков ИЯз РАН.
Член Европейского общества кавказоведов; член редколлегии Лингвистического атласа Европы. Главный редактор журнала «Кавказоведение», зам. главного редактора журнала «Кавказский вестник», член редколлегии РЖ "Общественные науки: Серия «Языкознание». Член диссертационных советов при ИЯз РАН и РГГУ.
Награждён медалью «В память 850-летия Москвы» (1997).

## Области исследований
Исследовал семантические характеристики переходных и непереходных глаголов, основные модели предложения (эргативная, абсолютивная, генитивная конструкции и др.) и базовые синтаксические функции падежей в нахско-дагестанских языках.
Базируясь на фонетической реконструкции общелезгинского языка-основы С. А. Старостина, реконструировал структуру пралезгинского языка на уровне морфологии и синтаксиса. На основе использования различных методик (глоттохронологии, общности инноваций) был уточнён состав лезгинской группы и показано, что хиналугский язык не является её членом. В дальнейшем разработал сравнительно-историческую грамматику аваро-андийских языков и нахско-дагестанской семьи в целом (на материале морфологических категорий имени).
Совместно с В. М. Загировым подготовил и издал «Школьный этимологический словарь табасаранского языка». Также совместно с Б. М. Атаевым готовил к публикации «Этимологический словарь аварского языка», работал над ботлихско-русским словарём.
Составил краткие грамматические очерки ряда языков Дагестана (аварского, лезгинского, табасаранского, рутульского, будухского), выступил в роли редактора энциклопедического издания «Языки мира: Кавказские языки». В качестве ответственного редактора опубликовал множество кавказоведческих работ современных учёных, а также подготовил к изданию труды классиков кавказоведения (А. Н. Генко, Н. Ф. Яковлева, Е. А. Бокарёва, Б. Б. Талибова и др.). Составил биобиблиографический словарь-справочник «Кто есть кто в кавказоведении?» и обширную библиографию по кавказскому языкознанию (совместно с В. И. Кикилашвили).
В Институте национальных проблем образования занимался проблемами создания букварей на родных языках; разработал экспериментальный букварь для ранее бесписьменного цезского языка.
Сотрудничая с Институтом перевода Библии, выступал в роли редактора перевода библейских книг на языки народов Дагестана (лезгинский, табасаранский, рутульский и др.).

## Основные труды

### Монографии
- Алексеев М. Е., Климов Г. А. Типология кавказских языков. М., 1980. (Переизд.: М.: Либроком, 2010. ISBN 978-5-397-01033-7)
- Алексеев М. Е. Вопросы сравнительно-исторической грамматики лезгинских языков. Морфология. Синтаксис. М., 1985.
- Алексеев М. Е. Сравнительно-историческая морфология аваро-андийских языков. М., 1988.
- Алексеев М. Е., Загиров В. М. Школьный этимологический словарь табасаранского языка. Махачкала, 1991.
- Алексеев М. Е. Алипби. Экспериментальный букварь цезского языка. М., 1993.
- Алексеев М. Е., Шейхов Э. М. Лезгинский язык. М.: Academia, 1997. («Языки народов России»)
- Алексеев М. Е., Атаев Б. М. Аварский язык. М.: Academia, 1998. — 144 с. («Языки народов России») ISBN 5-87444-065-8
- Алексеев М. Е. (сост.) Кто есть кто в кавказоведении? Биобиблиографический словарь-справочник. М.: Academia, 1999. — 196 с. ISBN 5-87444-107-7
- Алексеев М. Е., Шихалиева С. Х. Табасаранский язык. М.: Academia, 2003. — 140 с. («Языки народов России») ISBN 5-87444-196-4
- Алексеев М. Е. Сравнительно-историческая морфология нахско-дагестанских языков. Категории имени. М.: Academia, 2003. — 246 с. ISBN 5-87444-195-6
- Алексеев М. Е., Казенин К. И., Сулейманов М. С. Дагестанские народы Азербайджана: политика, история, культура. М.: Европа, 2006. ISBN 5-9739-0070-3
- Алексеев М. Е. Очерки истории отечественного кавказоведения. М.: Academia, 2008. — 280 с. ISBN 978-5-87444-363-6
- Алексеев М. Е. Перевод Библии на языки народов России: социолингвистические аспекты. М.: Academia, 2011. — 150 с. ISBN 978-5-87444-387-0
- Алексеев М.Е., Атаев Б.М., Магомедов М.А., Магомедов М.И., Мадиева Г.И., Саидова П.А., Самедов Дж.С. Современный аварский язык. Махачкала: ИЯЛИ ДНЦ РАН, Изд-во АЛЕФ, 2012.
- Алексеев М. Е., Азаев Х. Г. Ботлихско-русский словарь. М.: Academia, 2019. — 560 с. ISBN 978-5-87444-416-7

### Труды под редакцией
- Языки мира: Кавказские языки. / Ред. М. Е. Алексеев, Г. А. Климов, С. А. Старостин, Я. Г. Тестелец. М.: Academia, 1999; 2001. — 480 с.
- Задачи лингвистических олимпиад. 1965—1975 гг. / Ред. М. Е. Алексеев, В. И. Беликов, Е. В. Муравенко. М.: МЦНМО, 2006. — 576 с. ISBN 978-5-94057-216-9
- Гора языков… и ещё один. К 100-летию со дня рождения Е. А. Бокарёва. М., 2006. — 194 с.
- Удинский сборник: грамматика, лексика, история языка / Ред. колл.: М. Е. Алексеев (отв. ред.), Т. А. Майсак (отв. ред.), Д. С. Ганенков, Ю. А. Ландер. — М.: Academia, 2008. — 464 с.[3]
- Дагестанский лингвистический сборник. Вып. 1—15. М.: Academia, 1995—2005. (список статей и языковой указатель)
- Кавказский лингвистический сборник. Вып. 16—20. М.: Academia, 2005—2010. (список статей и языковой указатель)